# Beverly Hills, 90210 (4.ª temporada)
A quarta temporada de Beverly Hills, 90210, uma série de televisão norte-americana de drama adolescente, começou a ser exibida em 8 de setembro de 1993 na rede de televisão Fox. A temporada terminou em 25 de maio de 1994 após 32 episódios. Esta temporada segue o grupo durante seu primeiro ano de faculdade, pois lidam com questões que jovens adultos enfrentam, como sexo, gravidez na adolescência, estupro, abuso de drogas, direitos dos animais, política, relacionamentos, antissemitismo, casamento, infidelidade, crime, aborto, e homofobia.
A quarta temporada foi ao ar nas noites de quarta-feira nos Estados Unidos, com uma média de 21,1 milhões de telespectadores por semana. A temporada foi lançada em DVD como um conjunto de oito discos sob o título de Beverly Hills, 90210: The Fourth Season em 29 de abril de 2008 pela CBS DVD. Esta temporada marca a última aparição de Shannen Doherty como Brenda Walsh na série, mas ela volta no spin-off de Beverly Hills, 90210, 90210. Esta também é a primeira aparição de Kathleen Robertson como Clare Arnold e Mark Damon Espinoza como Jesse. Vasquez.

## Enredo
A quarta temporada segue o grupo durante o primeiro ano de faculdade na Universidade da Califórnia. O ano promete ser emocionante sem pais, sem regras, relacionamentos inesperados e grandes surpresas, mas também traz novos problemas que só serão resolvidos com suas amizades para ajudar a guiá-los.

## Elenco e personagens

### Regular
- Jason Priestley como Brandon Walsh (32 episódios)
- Shannen Doherty como Brenda Walsh (32 episódios)
- Jennie Garth como Kelly Taylor (32 episódios)
- Ian Ziering como Steve Sanders (32 episódios)
- Gabrielle Carteris como Andrea Zuckerman-Vasquez (32 episódios)
- Luke Perry como Dylan McKay (32 episódios)
- Brian Austin Green como David Prata (32 episódios)
- Tori Spelling como Donna Martin (32 episódios)
- Carol Potter como Cindy Walsh (32 episódios)
- James Eckhouse como Jim Walsh (32 episódios)

### Recorrente
- Joe E. Tata como Nat Bussichio
- Ann Gillespie como Jackie Taylor
- David Gail como Stuart Carson
- Paul Johansson como John Sears
- Dina Meyer como Lucinda Nicholson
- Mark Damon Espinoza como Jesse Vasquez
- Christine Elise como Emily Valentine
- Kerrie Keane como Suzanne Steele
- Kathleen Robertson como Clare Arnold
- Mark Kiely como Gil Meyers
- Katherine Cannon como Felice Martin
- Michael Durrell como John Martin
- Jennifer Grant como Celeste Lundy
- Ryan Brown como Morton Muntz
- Noley Thornton como Erica McKay
- Nicholas Pryor como Milton Arnold

## Episódios
| N.º na série | N.º na temp. | Título                                        | Dirigido por                  | Escrito por                      | Exibição original       | Cód. de produção  | Audiência (milhões) |
| --- | ------------ | --------------------------------------------- | ----------------------------- | -------------------------------- | ----------------------- | ----------------- | ------------------- |
| 81 | 1            | "So Long, Farewell, Auf Wiedersehen, Goodbye" | Bill D'Elia                   | Charles Rosin                    | 8 de setembro de 1993   | 2193079           | 18.1                |
| Kelly volta da Europa à tempo de se despedir de Brenda. Em Minnesota, as pessoas parecem estar muito mais interessadas em Beverly Hills do que na própria Brenda. Enquanto, isso David procura um lugar para morar. Celeste sente ciúmes da atenção exclusiva de Steve com uma velha amiga. |              |                                               |                               |                                  |                         |                   |                     |
| 82 | 2            | "The Girl from New York City"                 | Jeffrey Melman                | Jessica Klein                    | 15 de setembro de 1993  | 2193080           | 15.1                |
| Kelly conta a Donna os detalhes de seu rompimento com Dylan, que acaba de chegar de viagem. Jill, a amiga de Steve, conta a Brandon que foi estuprada em Nova York. Brenda percebe que o clima não é o seu único problema em Minnesota. |              |                                               |                               |                                  |                         |                   |                     |
| 83 | 3            | "The Little Fish"                             | Gilbert M. Shilton            | Larry Mollin                     | 22 de setembro de 1993  | 2193081           | 15.5                |
| Brenda volta para casa. Dylan se irrita com a demora da inscrição na faculdade e desiste. Ele e Brenda, que também desistiu da Universidade de Minnesota, fazem companhia um ao outro. David, Donna e Andrea não conseguem se inscrever em nenhuma das matérias que haviam planejado. Steve tenta convencer Brandon a entrar para a fraternidade com ele. |              |                                               |                               |                                  |                         |                   |                     |
| 84 | 4            | "Greek to Me"                                 | Bethany Rooney                | Chip Johannessen                 | 29 de setembro de 1993  | 2193082           | 13.9                |
| Kelly, Donna, Brenda e Andrea procuram uma irmandade para frequentar. Brenda e Andrea chegam à conclusão de que não querem a vida de festinhas de uma irmandade. Kelly reencontra um paquera da época de ginásio: Jonh Sears. Donna, para conseguir aumentar a audiência do seu programa na rádio, leva um pequeno cachorro ao ar e o compara ao seu namorado, David. |              |                                               |                               |                                  |                         |                   |                     |
| 85 | 5            | "Radio Daze"                                  | Richard Lang                  | Richard Gollance                 | 6 de outubro de 1993    | 2193083           | 14.4                |
| Steve conclui que Celeste é prejudicial à sua vida social, principalmente agora que ele está na Fraternidade KEG. Donna quer largar o programa na rádio para melhorar seu rendimento escolar. Dylan não detém o persistente admirador de Kelly. |              |                                               |                               |                                  |                         |                   |                     |
| 86 | 6            | "Strangers in the Night"                      | James Eckhouse                | Jennifer Flackett                | 13 de outubro de 1993   | 2193084           | 16.4                |
| Andrea se envolve com Dan. Brenda curte o encontro às cegas que seu pai armou. Dylan compra um carro novo e leva uma bronca de Jim. Kelly e Donna implicam com a bagunça e a preguiça de David, agora que todos dividem o mesmo teto. Dylan é assaltado. |              |                                               |                               |                                  |                         |                   |                     |
| 87 | 7            | "Moving Targets"                              | Paul Schneider                | Larry Mollin                     | 20 de outubro de 1993   | 2193085           | 13.9                |
| Dylan fica totalmente atordoado com o assalto e decide fazer aulas de tiro. Andrea quer tornar público o seu romance com Dan. Jim e Cindy têm um encontro com Brenda, Stuart, Sr. e Sra. Carson. |              |                                               |                               |                                  |                         |                   |                     |
| 88 | 8            | "Twenty Years Ago Today"                      | James Whitmore, Jr.           | Jessica Klein                    | 27 de outubro de 1993   | 2193086           | 15.0                |
| O aniversário de 20 anos de casamento de Jim e Cindy inclui o anúncio de outro romance: o noivado repentino de Brenda e Stuart. Enquanto isso, Brandon recebe dois alertas de Dylan — um deles em relação ao noivo de Brenda. NOTA: Esta é a primeira aparição de Mark Damon Espinoza, como Jesse Vasquez |              |                                               |                               |                                  |                         |                   |                     |
| 89 | 9            | "Otherwise Engaged"                           | Daniel Attias & Chip Chalmers | Jennifer Flackett                | 3 de novembro de 1993   | 2193087           | 16.3                |
| Assuntos legais se intrometem na felicidade de Brenda e Stuart, e no relacionamento de David e Kelly. Brandon descobre algo surpreendente sobre Lucinda. Steve se sente culpado ao fazer um favor a um amigo da fraternidade, que lhe pediu para sair com Laura. |              |                                               |                               |                                  |                         |                   |                     |
| 90 | 10           | "And Did It... My Way"                        | Jason Priestley               | Richard Gollance                 | 10 de novembro de 1993  | 2193088           | 17.0                |
| Brenda e Stuart não gostam da ideia da festança que os pais dele querem organizar e decidem fugir para Las Vegas para se casar. Brandon, Dylan, Steve, Kelly, Donna, Andrea e David vão à Vegas e armam um plano para impedir o casamento. |              |                                               |                               |                                  |                         |                   |                     |
| 91 | 11           | "Take Back the Night"                         | James Whitmore, Jr.           | Chip Johannessen                 | 17 de novembro de 1993  | 2193089           | 17.8                |
| Jonh Sears insulta Kelly quando ela rejeita suas investidas. Laura ameaça a contar a todos que foi vítima de estupro, o que é mentira, e que o agressor foi Steve, mas Kelly contorna a situação. Brandon se desentende com D'Shawn Hardell, o jogador de basquete para quem ele ensinou sociologia. Brenda e Dylan discordam a respeito de um poema romântico. |              |                                               |                               |                                  |                         |                   |                     |
| 92 | 12           | "Radar Love"                                  | Paul Schneider                | Jessica Klein                    | 24 de novembro de 1993  | 2193090           | 15.3                |
| Steve acaba com os planos de Sears de seduzir uma menina de 15 anos no jantar de caridade do Dia de Ação de Graças. Brandon vai até São Francisco na esperança de reencontrar Emily Valentine. Andrea ganha muitos pontos ao jantar com Dan e seus pais. Kelly faz uma cena quando descobre que Dylan preferiu passar a Ação de Graças na casa da Brenda ao invés de ficar com ela. |              |                                               |                               |                                  |                         |                   |                     |
| 93 | "Emily"      | Richard Lang                                  | Jessica Klein                 | 1 de dezembro de 1993            | 2193091                 | 15.5              |                     |
| Andrea termina com Dan, enquanto Brandon faz planos para o futuro com Emily. Brenda consegue um papel na peça "A Máscara da Melancolia". Só que ela não contava em ter que tirar a roupa no palco. Jonh Sears faz de tudo para que a "Semana do Inferno" seja um fardo para Steve. |              |                                               |                               |                                  |                         |                   |                     |
| 94 | 14           | "Windstruck"                                  | Gilbert M. Shilton            | Richard Gollance                 | 15 de dezembro de 1993  | 2193092           | 14.7                |
| Donna tem alguns sonhos onde o seu senhorio, Howard Stern, discute a sua vida sexual com David em um programa de rádio. Donna então decide que é hora de fazer amor com David. Brandon faz de tudo para salvar a pele de Steve, que não encontra nenhum apoio nos seus "irmãos" da KEG. Andrea fica impressionada com Jesse. |              |                                               |                               |                                  |                         |                   |                     |
| 95 | 15           | "Somewhere in the World it's Christmas"       | Bradley M. Gross              | Charles Rosin                    | 22 de dezembro de 1993  | 2193093           | 14.8                |
| Os Walsh relembram como foi o Natal dos anos anteriores, enquanto fazem uma viagem para o Havaí. Só que eles acabam ficando mesmo é em Los Angeles, já que o avião apresentou problemas e não seguiu viagem para o Havaí. Dylan acolhe duas estranhas em sua casa — mãe e filha — que dizem ser conhecidas de seu pai. Steve pede a opinião de seu pai sobre o problema na fraternidade. Andrea fica nervosa ao ir à Missa do Galo com Jesse. |              |                                               |                               |                                  |                         |                   |                     |
| 96 | 16           | "Crunch Time"                                 | Les Landau                    | Richard Gollance                 | 5 de janeiro de 1994    | 2193094           | 16.6                |
| Todos notam o estranho comportamento de David, que começou a usar drogas para poder passar pelas provas finais. Steve e Jonh Sears se enfrentam oficialmente. Dylan oferece ajuda financeira a Suzanne e Erica. |              |                                               |                               |                                  |                         |                   |                     |
| 97 | 17           | "Thicker Than Water"                          | Michael Lange                 | Lana Freistat Melman             | 12 de janeiro de 1994   | 2193095           | 18.9                |
| Donna, Brenda, Brandon e Steve viajam para esquiar. Donna se aproxima do médico da estação de esqui para tentar esquecer David. Mel viaja e deixa Erin com David, que a leva ao parque. David, sob o efeito de drogas, adormece, e ao acordar descobre que Erin desapareceu. Dylan passa algum tempo sozinho com Erica, e quando ela tem problemas femininos, ele recorre à Cindy. Jim descobre algo sobre Suzanne. Andrea descobre que está grávida. |              |                                               |                               |                                  |                         |                   |                     |
| 98 | 18           | "Heartbreaker"                                | Paul Schneider                | Chip Johannessen                 | 26 de janeiro de 1994   | 2193096           | 17.3                |
| Brandon é convidado a participar do Grupo de Trabalho Integrado na Educação e vai para Washington para representar a Universidade da Califórnia. Dylan usa seu fundo para ajudar Nat. David resolve abrir o jogo com Donna e conta sobre as drogas. Jesse conta a Andrea as boas notícias que recebeu, fazendo com que ela guarde a sua má notícia para ela mesma. Cindy entra em um programa na faculdade, o que aborrece Brenda, que terá que dividir o campus com a mãe. |              |                                               |                               |                                  |                         |                   |                     |
| 99 | 19           | "The Labors of Love"                          | Jefferson Kibbee              | Christine Pettit & Rosanne Welch | 2 de fevereiro de 1994  | 2193097           | 16.5                |
| Jesse não concorda com o aborto que Andrea está pensando em fazer. Kelly e Donna saem de casa para fazer com que David largue as drogas. Brandon sente que foi deixado de lado agora que Dylan se tornou sócio do Peach Pit, mas encontra consolo em uma antiga paixão. |              |                                               |                               |                                  |                         |                   |                     |
| 100 | 20           | "Scared Very Straight"                        | Chip Chalmers                 | Gary Rosen                       | 9 de fevereiro de 1994  | 2193098           | 18.3                |
| Jesse conhece a avó de Andrea, que é a única da família Zuckermann a apoiar o casamento deles. Dylan ajuda David a se livrar de uma mochila recheada de drogas que um amigo lhe deixou. Brandon não conta a ninguém quem é a sua namorada, e Jim não conta a Brenda que Stuart vem para o Dia dos Namorados. |              |                                               |                               |                                  |                         |                   |                     |
| 101 | 21           | "Addicted to Love"                            | Les Landau                    | Richard Gollance                 | 16 de fevereiro de 1994 | 2193099           | N/A                 |
| Josh tenta de tudo para desmascarar Brandon na reportagem que está fazendo para o Condor. Kelly acompanha Brandon num evento do Grupo de Trabalho. Lucinda se interessa pelo patrocínio que pode vir a receber de Dylan. Um pequeno erro faz com que Brenda e Stuart rompam de vez. Brenda confessa a Dylan que ainda não o esqueceu. |              |                                               |                               |                                  |                         |                   |                     |
| 102 | 22           | "Change Partners"                             | Bethany Rooney                | Chip Johannessen                 | 23 de fevereiro de 1994 | 2193100           | 15.3                |
| Kelly acompanha Brandon em um retiro com o Grupo de Trabalho. Brenda e Donna encontram um cachorrinho, Rocky. Clare, a filha do chanceler Arnold, assedia Brandon. Lucinda dá em cima de Dylan para que ele patrocine seu filme. Steve negocia com Andrea a sua estadia no dormitório. Brandon e Kelly se beijam. NOTA: Esta é a primeira aparição de Kathleen Robertson, como Clare Arnold |              |                                               |                               |                                  |                         |                   |                     |
| 103 | 23           | "A Pig is a Boy is a Dog"                     | Daniel Attias                 | Richard Gollance                 | 2 de março de 1994      | 2193101           | 20.1                |
| Brenda se engaja na luta pelos direitos dos animais ao saber que Rocky tem câncer. Brenda, Kelly e Dylan já sabem sobre o romance de Brandon e Lucinda. Dylan conta a Kelly que Lucinda deu em cima dele, e ele acaba discutindo com a professora na sala de aula. Dylan parte para cima de Brandon quando Kelly conta sobre o retiro, mas é Steve quem leva o soco endereçado a Brandon. Brenda é presa. |              |                                               |                               |                                  |                         |                   |                     |
| 104 | 24           | "Cuffs and Links"                             | Gilbert M. Shilton            | Jessica Klein                    | 16 de março de 1994     | 2193102           | 18.4                |
| Steve e seu pai participam de um torneio de golfe, onde Rush trapaceia para vencer um antigo inimigo. Brenda faz um acordo e é solta da cadeia ao concordar em colaborar com o FBI. Jim percebe que Brenda não é a única com problemas: Brandon também o preocupa. Kelly escolhe a hora errada para demonstrar ciúme em relação a Brenda e Dylan. NOTA: Esta é a primeira aparição de Jed Allan como Rush Sanders, o pai de Steve. |              |                                               |                               |                                  |                         |                   |                     |
| 105 | 25           | "The Time has Come Today"                     | Jason Priestley               | Mick Gallinson                   | 23 de março de 1994     | 2193103           | 17.3                |
| Brenda encontra um diário que conta a história de uma garota que morou na casa dos Walsh no início dos anos 60. No diário, Brenda percebe muitas semelhança com a sua vida, sua família e seus amigos. |              |                                               |                               |                                  |                         |                   |                     |
| 106 | 26           | "Blind Spot"                                  | Michael Lange                 | Ken Stringer                     | 6 de abril de 1994      | 2193104           | 16.2                |
| Donna sente ciúmes da bela e cega professora de piano de David. Donna e Kelly tentam de tudo para conseguir 12 modelos para pousar para um calendário que vai arrecadar fundos para doação. Steve descobre o segredo de um colega da fraternidade e falha ao não conseguir guardá-lo para si. |              |                                               |                               |                                  |                         |                   |                     |
| 107 | 27           | "Divas"                                       | David Semel                   | Larry Mollin                     | 20 de abril de 1994     | 2193105           | 13.8                |
| Brenda decide fazer o teste para a peça Gata em Teto de Zinco Quente, que será dirigida por um famoso diretor da Broadway. Clare volta a assediar Brandon. Kelly ajuda Brenda a se preparar para o teste, enquanto Steve ajuda Laura. Clare se convida para passar a noite na casa dos Walsh, mas Brandon dorme no sofá. Andrea tem a intuição de que há algo errado com a gravidez. Brenda se chateia ao saber que Kelly está competindo com ela pelo papel de Maggie na peça. |              |                                               |                               |                                  |                         |                   |                     |
| 108 | 28           | "Acting Out"                                  | Jeffrey Melman                | Chip Johannessen                 | 27 de abril de 1994     | 2193106           | 17.5                |
| Brenda acusa Kelly de não ter vida própria e de querer viver a sua vida. Dylan apóia Brenda e Kelly se irrita. Clare arma para que Brandon a leve em sua festa de formatura, que é um fiasco. Donna e Andrea se desentendem, mas depois Donna a leva para o hospital quando Andrea começa a sentir as contrações. Brenda se sente ameaçada por Kelly e Laura na competição pelo papel de Maggie na peça. Kelly desiste do teste e ajuda Brenda a se preparar para ele. Brandon dá o fora em Clare. Brenda vai mal no teste e pede a Randolph uma segunda chance. |              |                                               |                               |                                  |                         |                   |                     |
| 109 | 29           | "Truth and Consequences"                      | James Eckhouse                | Richard Gollance                 | 4 de maio de 1994       | 2193107           | 16.2                |
| Laura, a fim de sabotar Brenda, espalha que ela dormiu com Randolph para conseguir o papel. Além disso, liga para a casa dos Walsh e avisa que o horário do ensaio foi trocado, o que faz com que Brenda quase perca o papel. Com exceção de Dylan, todos ficam na dúvida se Brenda dormiu ou não com o diretor, inclusive Brandon. Steve ofende Brenda. Clare planeja se divertir com Brandon, que conta tudo o que ela tem feito para o chanceler. Kevin impressiona Dylan e Erica quando eles visitam o seu laboratório. Todos pedem desculpas a Brenda por terem duvidado da honestidade dela. Laura tenta se suicidar quando não consegue tirar Brenda da jogada, mas Brenda e Steve a salvam. Brenda não perdoa Steve por tê-la ofendido. |              |                                               |                               |                                  |                         |                   |                     |
| 110 | 30           | "Vital Signs"                                 | Daniel Attias                 | Larry Mollin                     | 11 de maio de 1994      | 2193108           | 17.1                |
| Andrea tem tido pesadelos em relação à gravidez. Erica diz a Dylan que ele deveria ficar com Brenda. Brandon acha que o chanceler quer excluí-lo da viagem para Washington pelo que ele falou de Clare. O médico sugere que Andrea se interne no hospital, já que ele diagnosticou problemas na gravidez dela. Brenda ganha um presente de Dylan. A atuação de Brenda com Maggie é um sucesso. Ariel convida David para tocar em uma banda. O clima esquenta entre Brenda e Dylan. Kelly não concorda com o investimento de Dylan em Kevin. Dylan termina com Kelly. Andrea entra em trabalho de parto. |              |                                               |                               |                                  |                         |                   |                     |
| 111 112 | 31 32        | "Mr. Walsh Goes to Washington"                | Michael Lange                 | Jessica Klein                    | 25 de maio de 1994      | 2193109A 2193109B | 20.3                |
| O bebê de Andrea nasce prematuro. Donna, David e Steve estão trabalhando na Feira de Amostras para reunir fundos para caridade. Brenda recebe um convite irrecusável de Randolph para estudar em Londres durante as férias. Suzanne e Kevin se casam. Em Washington, Brandon é assediado por Clare e Lucinda ao mesmo tempo.Na segunda parte, Kelly chega em Washington e surpreende Brandon, que fica feliz em vê-la. É o começo de um novo relacionamento para Brandon e Kelly. Brenda e Dylan refletem sobre o seu relacionamento. Jim e Dylan têm uma briga feia. Donna e Brenda contam a Celeste a verdade sobre Jonh Sears. Brandon aperta a mão do presidente Clinton, e os olhos de seus pais brilham ao acompanhar a cena pela televisão, o que deixa Brenda com um pouco de ciúme. Suzanne e Kevin dão um golpe de US$ 8 milhões em Dylan e fogem para o Rio de Janeiro. Brenda vai à casa de Dylan e diz que ainda o ama e sempre vai amá-lo. Dylan e Brenda se beijam. |              |                                               |                               |                                  |                         |                   |                     |